# Svartådalens bygdeutveckling
Svartådalens bygdeutveckling är en sedan 2002 en gemensam satsning för ta tillvara Svartådalens möjligheter till turism, kultur och andra aktiviteter genom Svartådalens bygdeförening.
Området består av gammal levande kulturbygd i västra Sala kommun med vidsträckta slåtterängar, våtmarker och sjöar. 

Nötmyran, en våtäng i Svartådalen.